# Чугул (остров)
Чугул (англ. Chugul Island) — небольшой остров в составе группы Андреяновских островов, которые в свою очередь входят в состав Алеутских островов. В административном отношении относится к зоне переписи населения Западные Алеутские острова, штат Аляска, США.
Расположен к юго-востоку от острова Игиткин и к западу от острова Тагалак. Максимальная высота составляет 118 м над уровнем моря.